# 奥村晃司
奥村 晃司（おくむら こうじ、1998年7月29日 - ）は、埼玉県出身のサッカー選手。J3リーグ・テゲバジャーロ宮崎所属。ポジションはMF。

## 来歴
武南高校卒業後、拓殖大学に進学。2020年の関東大学リーグ2部ではチームメイトの青木義孝とともにベストイレブンを受賞した。
2021年1月12日、2021年シーズンからのザスパクサツ群馬加入内定が発表された。3月7日、J2第2節のSC相模原戦で途中出場しプロデビューを果たした。
2023年11月21日に群馬との契約満了を発表。同年12月12日に開催されたJリーグ合同トライアウトに出場した。
2024年1月4日、Y.S.C.C.横浜に加入することを発表。
12月25日、テゲバジャーロ宮崎への完全移籍が発表された。

## 所属クラブ
- 南浦和SSS（さいたま市立南浦和小学校）
- さいたま市立白幡中学校
- 武南高等学校
- 拓殖大学
- 2021年 - 2023年  ザスパクサツ群馬
- 2024年   Y.S.C.C.横浜
- 2025年 -  テゲバジャーロ宮崎

## 個人成績
| 国内大会個人成績 | 国内大会個人成績 | 国内大会個人成績 | 国内大会個人成績 | 国内大会個人成績 | 国内大会個人成績 | 国内大会個人成績 | 国内大会個人成績 | 国内大会個人成績 | 国内大会個人成績 | 国内大会個人成績 | 国内大会個人成績 |
| 年度             | クラブ           | 背番号           | リーグ           | リーグ戦         | リーグ戦         | リーグ杯         | リーグ杯         | オープン杯       | オープン杯       | 期間通算         | 期間通算         |
| 年度             | クラブ           | 背番号           | リーグ           | 出場             | 得点             | 出場             | 得点             | 出場             | 得点             | 出場             | 得点             |
| 日本             | 日本             | 日本             | 日本             | リーグ戦         | リーグ戦         | リーグ杯         | リーグ杯         | 天皇杯           | 天皇杯           | 期間通算         | 期間通算         |
| ---------------- | ---------------- | ---------------- | ---------------- | ---------------- | ---------------- | ---------------- | ---------------- | ---------------- | ---------------- | ---------------- | ---------------- |
| 2021             | 群馬             | 27               | J2               | 9                | 0                | -                | -                | 3                | 0                | 12               | 0                |
| 2022             | 群馬             | 27               | J2               | 27               | 2                | -                | -                | 3                | 0                | 30               | 2                |
| 2023             | 群馬             | 27               | J2               | 2                | 0                | -                | -                | 1                | 0                | 3                | 0                |
| 2024             | YS横浜           | 39               | J3               | 35               | 8                | 1                | 0                | 0                | 0                | 36               | 8                |
| 2025             | 宮崎             | 47               | J3               |                  |                  |                  |                  |                  |                  |                  |                  |
| 通算             | 日本             | 日本             | J2               | 38               | 2                | -                | -                | 7                | 0                | 45               | 2                |
| 通算             | 日本             | 日本             | J3               | 35               | 8                | 1                | 0                | 0                | 0                | 36               | 8                |
| 総通算           | 総通算           | 総通算           | 総通算           | 73               | 10               | 1                | 0                | 7                | 0                | 81               | 10               |

出場歴
- Jリーグ初出場 - 2021年3月7日 J2第2節 vsSC相模原（相模原ギオンスタジアム）
- Jリーグ初得点 - 2022年3月30日 J2第7節 vsV・ファーレン長崎（正田醤油スタジアム群馬）